# Nils Larsen

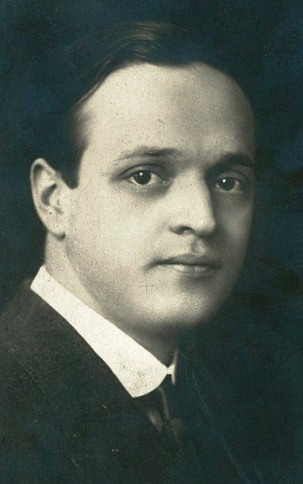
Nils Larsen.

Nils Larsen, född 7 juni 1888 i Kristiania, död 5 november 1937, var en norsk pianist.
Larsen studerade under Martin Knutzen, senare i Berlin under José Vianna da Motta och Rudolph Ganz. Han debuterade 1908 och gjorde därefter framträdanden i Köpenhamn och Oslo samt företog turnéer i Norge och Danmark. Vid sidan av solistverksamheten var han även en framstående pianolärare. Han utgav fyra häften med sånger och pianostycken.